# サンエムパッケージ
サンエムパッケージ株式会社は、静岡県島田市大代に位置する、不織布を用いた製品を製造する会社。目出し帽、レスピレーター、ナースキャップ、シャワーキャップ、吸水シートをはじめとした不織布加工品を生産している。

## 沿革
- 1966年　三宅隆夫が紙器加工・印刷業として創立
- 1968年　ギフト商品向けに不織布加工開始
- 1969年　紙マスク生産開始
- 1994年　ISO9001取得
- 2005年　新社屋完成（2005年10月11日移転）

## アクセス
- 島田金谷インターチェンジ（新東名高速道路）から10分
- 相良牧之原インターチェンジ（東名高速道路）から25分